# Нижнесакмарский
Нижнесакмарский — посёлок в городском округе Оренбург Оренбургской области.

## История
Нынешняя территория поселка была впервые заселена еще в 1912-1913 годах в связи со строительством железной дороги на город Орск. В 1942 году здесь был образован склад горюче-смазочных материалов № 2345. С 1963 года на территории поселка располагается воинская часть. В 1955 году открылась начальная школа №137, где обучение было организовано с 1-го по 4-й класс, в старшие классы ученики ездили в село Берды. С 1969 года школа стала восьмилетней, а с 1974 года – средней школой № 37 города Оренбурга.
С 1955 года в поселке располагалось отделение совхоза «Дружба», в 1966 году был образован совхоз «Сакмарский», реорганизованный в 1997 году в ОАО «Сакмарское». В 1966 году были построены столовая и магазин, а в  1967 году  заработала котельная. После образования совхоза в 1966 году население поселка начало увеличиваться за счет переезжавших из других районов области. В 1974 году было построено здание дома культуры «Юность» (закрыт в  1996 году). В доме культуры располагались: народный хор, танцевальный коллектив, детская студия художественного слова, вокально-инструментальный ансамбль. В 1989 году было построено здание конторы для администрация поселка и совхоза, с 1990 года в нём же работает почтовое отделение. До этого конторы располагались в бывших жилых домах. В 1993 году было построено здание врачебной амбулатории, которое теперь относится к муниципальной клинической больнице №5.
С момента образования поселка в нём проживало около 50 участников Великой Отечественной войны. В 2005 году было образовано Нижнесакмарское станичное казачье общество.

## Население
По данным Всероссийской переписи населения 2010 года, население посёлка составляет 1656 человек.